# Hop-Sport
Hop-Sport – marka sprzętu sportowego należąca do niemieckiej firmy Hegen Deutschland GmbH, która zajmuje się dystrybucją produktów Hop-Sport w obszarze DACHL. Marka powstała w 2003 roku.
Dystrybucją produktów marki Hop-Sport na polskim rynku, zajmuje się firma Hegen Distribution Sp. z o.o., natomiast głównym importerem marki jest Hegen Polska Sp. z o.o.

## Historia
Hop-Sport, od momentu założenia, stale rozszerza swoją działalność na kolejne rynki, w tym m.in. na rynek słowacki, czeski, ukraiński, belgijski, estoński, austriacki, francuski, luksemburski, litewski i duński. 
W 2019 roku firma Hegen Polska została najemcą powierzchni magazynowej wynoszącej ponad 9,5 km², w kompleksie parku Panattoni w Szczecinie, aby sprawnie zarządzać kwestiami logistycznymi i dystrybucją produktów poza granice Polski. Hegen Polska posiada kompleks magazynów na terenie kraju, z których codziennie realizowane są wysyłki produktów, których wartość obrotu w roku 2022 wyniosła 134,8 mln zł.

## Produkty i ich jakość
Hop-Sport oferuje szeroki wybór sprzętu fitness, sprzętu siłowego oraz różnego rodzaju akcesoriów sportowych. Wśród asortymentu znajdują się m.in.: bieżnie, rowerki stacjonarne, orbitreki, steppery, hantle, ławki treningowe, drążki do podciągania czy zestawy obciążeń. Jakość produktów oferowanych przez Hop-Sport zyskała uznanie m.in. w ogólnopolskich badaniach konsumenckich, dołączając do grona Konsumenckich Liderów Jakości.